# دیو هیل
دیو هیل (انگلیسی: Dave Hill (golfer)؛ ۲۰ مهٔ ۱۹۳۷ – ۲۷ سپتامبر ۲۰۱۱) یک گلف‌باز بود.